# Bârlad
Bârlad je rumunské město v župě Vaslui, počátkem devadesátých let mělo osmdesát tisíc obyvatel, jejich počet se však neustále snižuje. Leží na březích stejnojmenné řeky. Jeho historie sahá do dob římské říše, kdy zde bylo opevněné castrum. V okolí se nacházejí zásoby břidlicového plynu, místní obyvatelé se snaží zabránit zahájení těžby. Ve městě se narodil šéf rumunských komunistů Gheorghe Gheorghiu-Dej.